# Monasterboice
 (août 2007).
Si vous disposez d'ouvrages ou d'articles de référence ou si vous connaissez des sites web de qualité traitant du thème abordé ici, merci de compléter l'article en donnant les références utiles à sa vérifiabilité et en les liant à la section « Notes et références ».

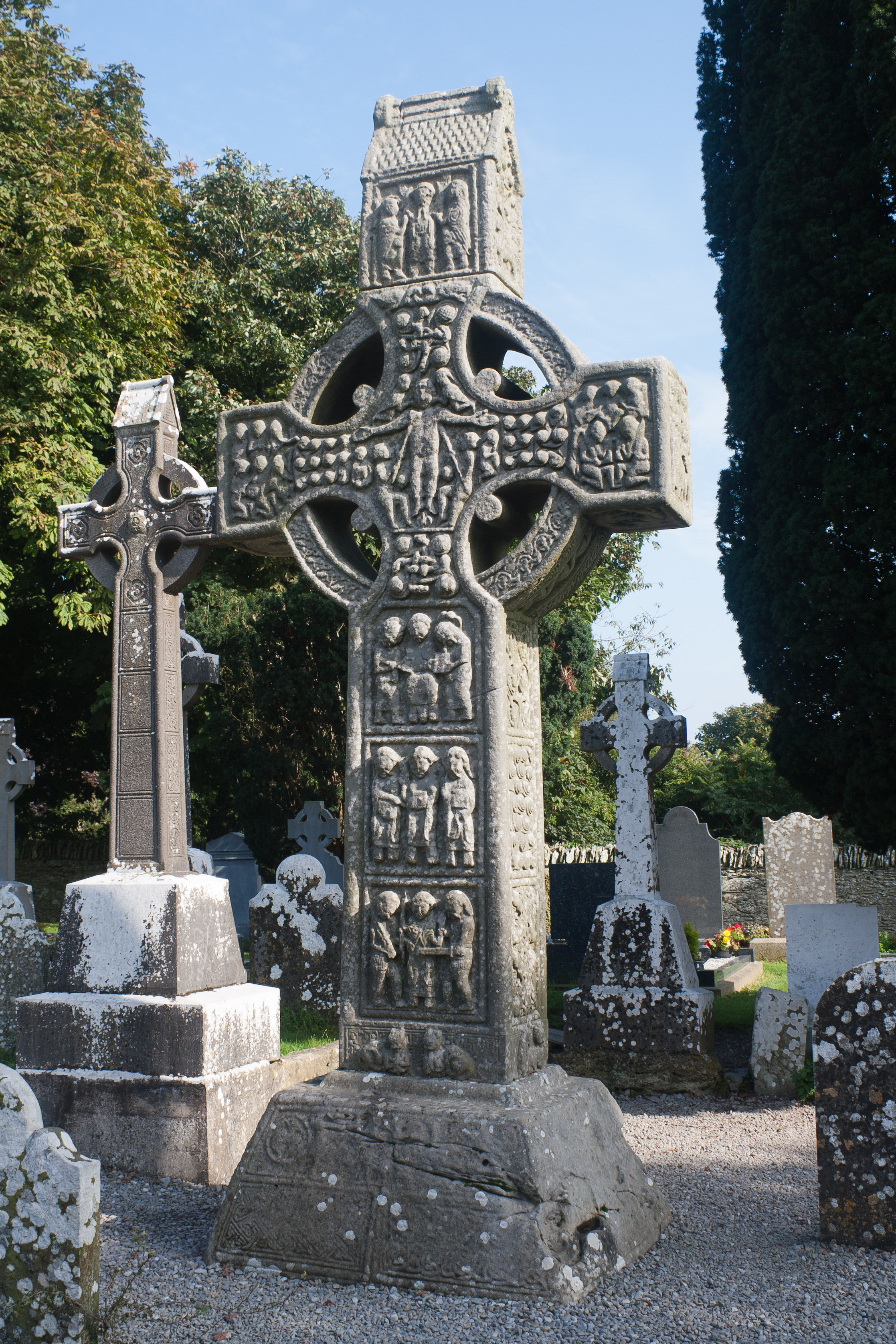
Muiredach's Cross.

Monasterboice  (en irlandais : Mainistir Bhuithe) est un établissement monastique fondé par saint Buite (disciple de saint Patrick) en 521. 
Le monastère est situé dans le comté de Louth, à huit kilomètres au nord-ouest de Drogheda. C'était un des plus importants centres religieux et d'enseignement de la région jusqu'à la fondation de l'abbaye de Mellifont en 1142 qui entraîna son abandon à partir de 1122.
Le cimetière de Monasterboice est célèbre pour ses « croix aux écritures ». Il renferme sans doute la plus ancienne croix celtique d'Irlande, étonnamment simple à côté de ses jumelles ouvragées. 
La croix de Muiredach est connue comme étant la croix celtique ciselée la plus haute (5,5 mètres) d'Irlande. Elle est décorée avec des scènes de la Bible et des Évangiles sur les deux faces. La plupart d'entre elles ont été identifiées. Le Christ est en position de crucifié mais sans croix visible.
Le monastère possédait la plus haute tour ronde d'Irlande, incendiée en 1097 avec les manuscrits et les trésors qu'elle renfermait et qui furent détruits.

## Galerie

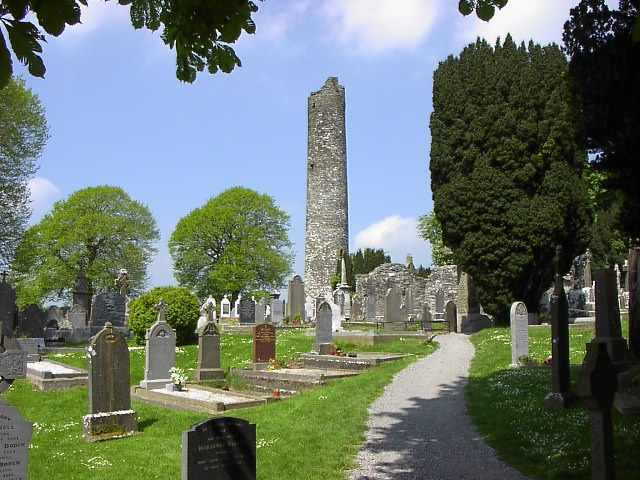
Vue d'ensemble du cimetière
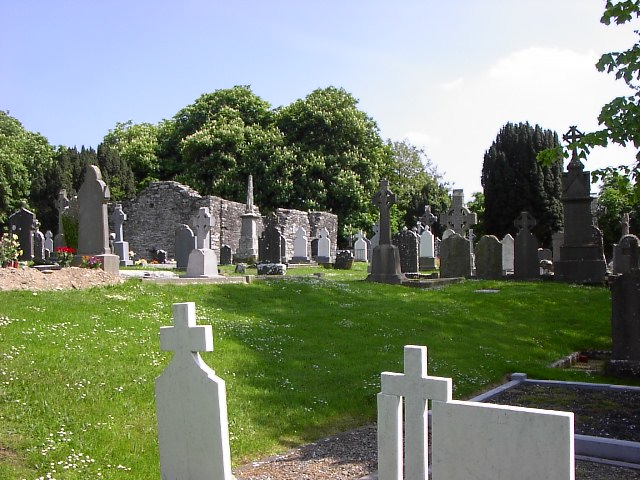
Autre plan large du cimetière
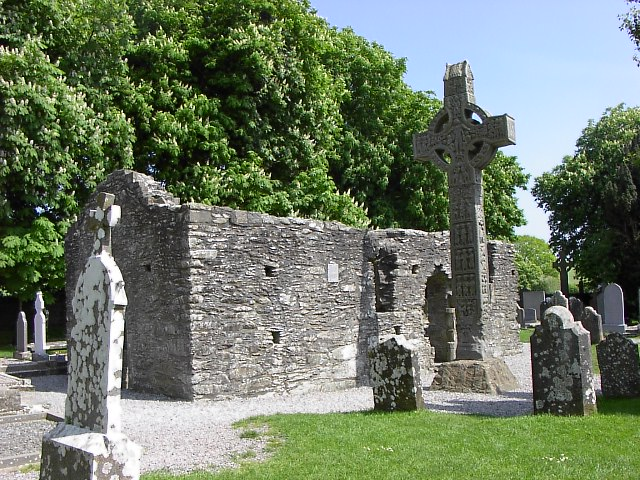
Muiredach's High Cross et chapelle
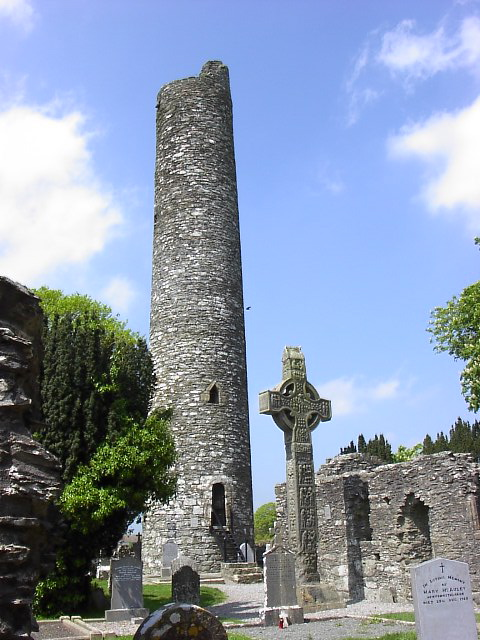
Muiredach's High Cross et donjon

## Sources
- (en) Helen M. Roe, Monasterboice and its monuments, Longford, Turners Printing, 1981, 78 p. (lire en ligne).